# 高島 (大分県)
高島（たかしま）は、大分県大分市佐賀関の関崎（地蔵崎）から約3.5km沖合の豊予海峡（豊後水道）に浮かぶ離島である。

## 概要
瀬戸内海国立公園に指定されている。

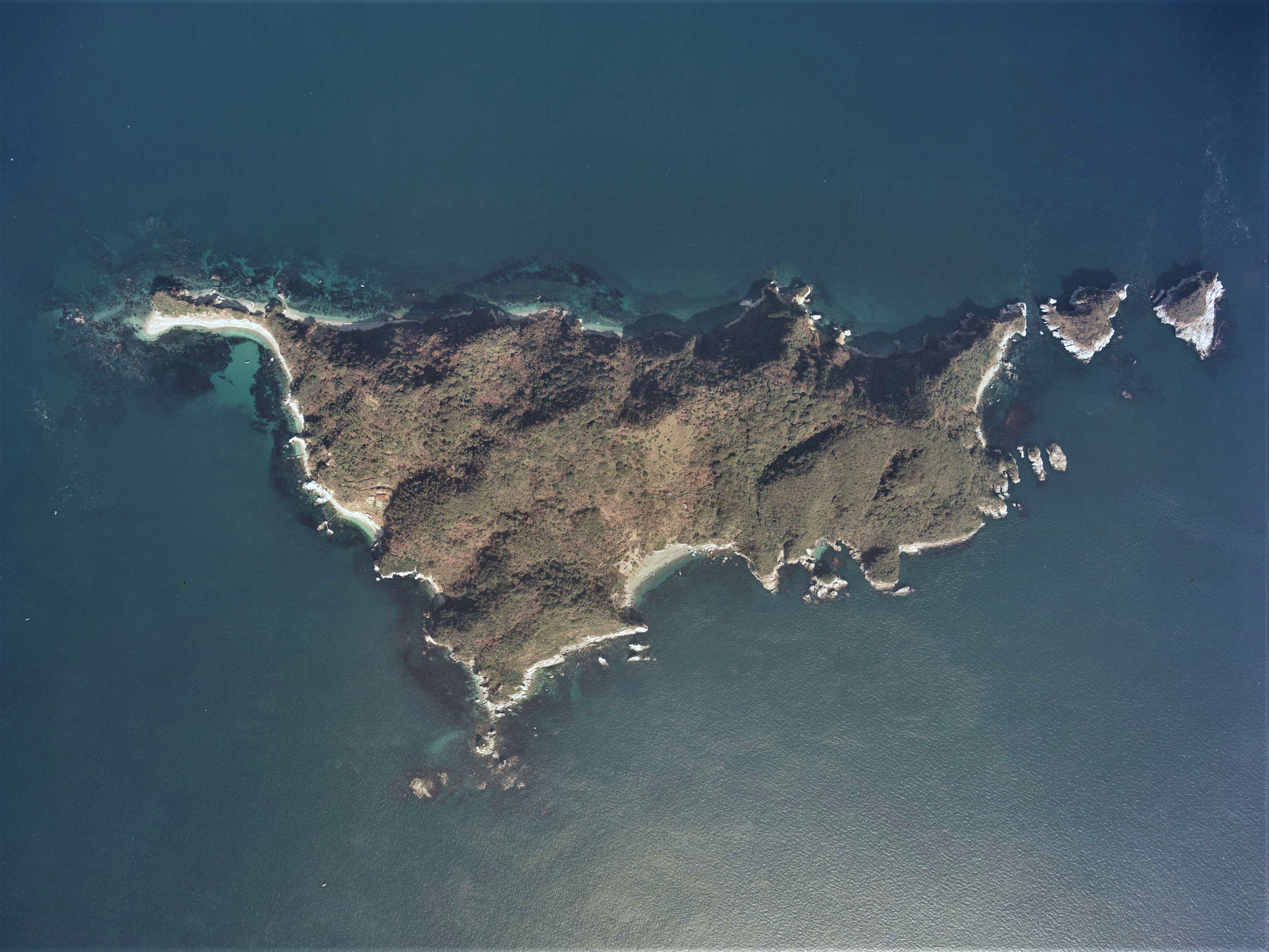
高島（大分県）の空中写真。1975年撮影。
。

本島は、周囲約5.5キロメートル、面積80ヘクタール、最高点は標高148.3メートルで、周囲には東側に東から順に白滝・船間・アシカの3つの小島が点在する。これらはいずれも無人島である。
アシカ島は、昔ニホンアシカの大群が集まっていたことから名付けられたと言われる。ウミネコの営巣地の南限、ビロウ樹（ビロー樹）の自生北限として、また、アコウ樹、ハマユウ等の亜熱帯植物の繁殖地として知られており、ウミネコ営巣地とビロウ樹は大分県の天然記念物に指定されている。現在は観光地となっており、春から夏にかけてはウミネコ観光周遊船が就航し、7月 - 8月には西側海岸にキャンプ場がオープンする。
綾辻行人のデビュー作『十角館の殺人』の舞台となったS半島J崎沖にある角島は、この島がモデルであるとされる。綾辻自身はこの島を訪れたことはないが、同じ京大推理小説研究会に属し後に結婚することになる小野不由美からこの島のことを聞いて舞台にしたという。

## 歴史
江戸時代までは無人島であったが、明治初期に廃藩置県によって禄を失った武士12戸が移住し、農業を営んだ。
1921年（大正10年）から1934年（昭和9年）にかけて、豊予海峡を通航する艦船を監視する豊予要塞が建設され、第二次世界大戦中まで運用された。現在も砲台跡や弾薬庫跡が残されている。
終戦後の1947年（昭和22年）には戦災孤児の収容施設が設けられたが、1953年（昭和28年）に廃止され、島は再び無人島となった。
島は同年に豊後水道県立自然公園に、1957年（昭和32年）には瀬戸内海国立公園に編入されている。

## 海獺碆灯台
高島東端のアシカ島には、1975年（昭和50年）1月に海獺碆灯台（あしかばえとうだい）が設置されている。